# Lista de bolsas de valores e de mercadorias do Brasil

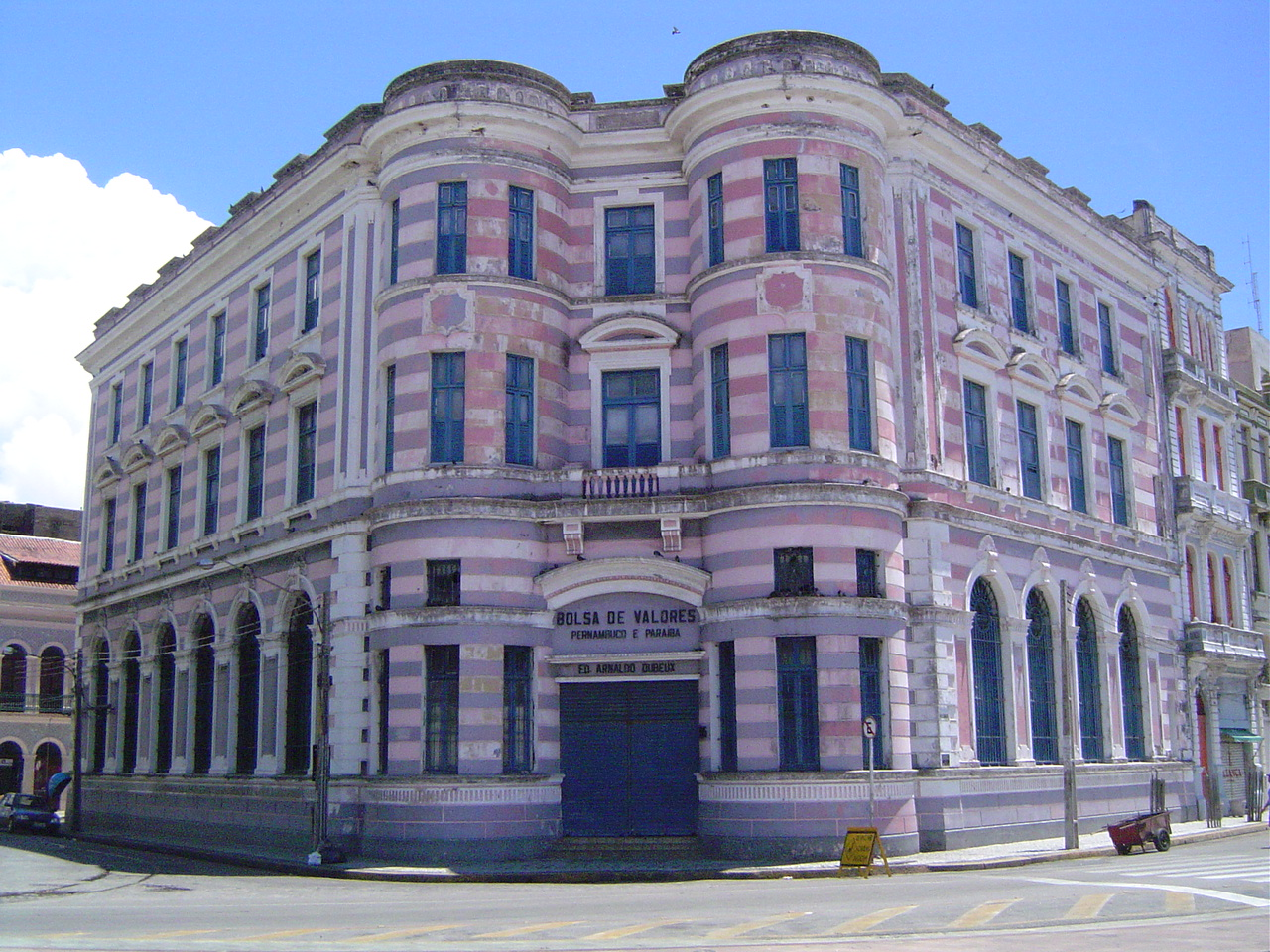
Edifício Arnaldo Dubeux, na Praça Rio Branco (Marco Zero do Recife), em 2006. Foi sede da Bolsa de Valores Pernambuco e Paraíba (BOVAPP) de 1967 a 2006.

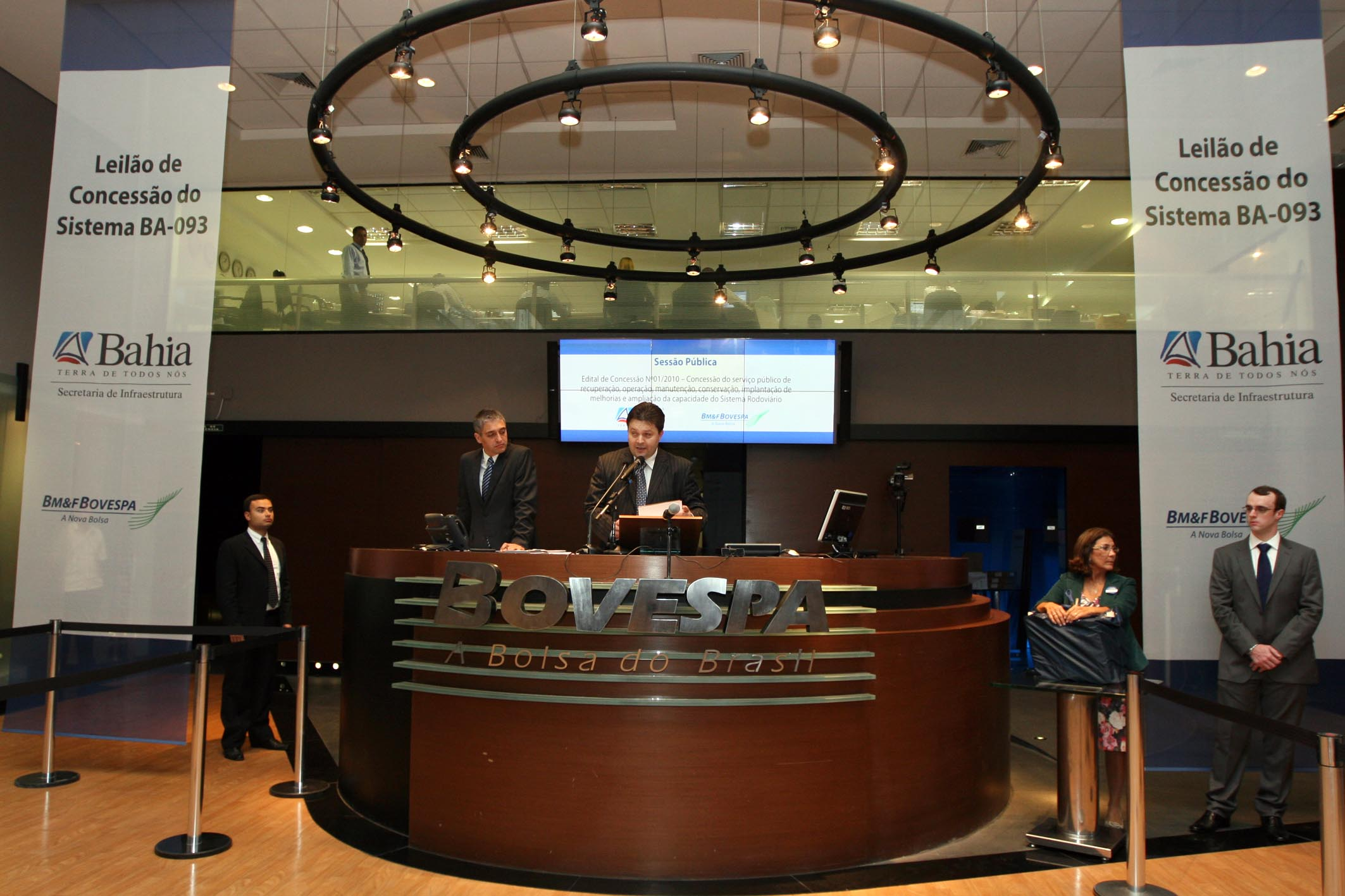
Leilão de concessão de sistema de rodovias estaduais baianas na sede da Bolsa de Valores, Mercadorias e Futuros, em São Paulo, em 2010.

A lista de bolsas de valores e de mercadorias do Brasil abrange um setor econômico caracterizado pela concentração das negociações dos valores mobiliários na B3. Embora seja a única a negociar ações, há diversas outras bolsas de valores e de mercadorias e futuros ainda em funcionamento no Brasil. Os dois tipos de instituições do mercado de capitais são fiscalizados pela Comissão de Valores Mobiliários (CVM). Fora as ações, tais instituições atuam na difusão e fomento do mercado de capitais, na consultoria sobre o mercado para investidores e empresas, na negociação de títulos agropecuários e contratos de opção, na realização de leilões de produtos primários e álcool, na contratação de frete.
As primeiras instituições têm origem em meados do século XIX, como as bolsas de valores sediadas no Rio e em Salvador. Ao longo do tempo, foram renomeadas e fundidas com outras. No período recente, destacam-se a quebra da Bolsa de Valores do Rio de Janeiro (BVRJ) em 1989, o processo de integração dos mercados brasileiros de bolsas de valores ocorrido a partir de 2000 e a estratégia de crescimento por fusão e aquisição da Bolsa de Valores de São Paulo (BOVESPA). Com a quebra em 1989, houve a transferência da liquidez rumo à BOVESPA. A integração dos mercados veio primeiro com o Convênio de Integração e Parcerias, assinado em 28 de janeiro de 2000, que unificou as negociações de ações na bolsa paulista, e depois com a fusão operacional, em agosto de 2001, na qual o sistema eletrônico de negociação Mega Bolsa substituiu as operações diárias nos pregões das demais bolsas de valores.
As bolsas de mercadorias possuem perfil especializado em certos produtos agropecuários, dependendo da área de atuação, que comumente é local. A exceção é a Bolsa Brasileira de Mercadorias (BBM). Por outro lado, na Região Norte, não há uma bolsa regional. Elas operam no mercado cativo dos leilões da Companhia Nacional de Abastecimento (Conab). Ainda que especializadas, todas estão interligadas pelos sistemas de leilão, o Sistema Eletrônico de Comercialização, criado em 1991 em substituição ao uso do telefone.
Conforme dados de 2010, ao todo são 25 bolsas no Brasil, das quais quinze são casas de negociação física de mercadorias (bolsas de mercadorias). Um pouco mais que isso está listado abaixo, conforme relação de bolsas de mercadorias credenciadas pela CONAB.
- B3
  - Bolsa de Valores Regional (BVRg) — escritório da B3 em Fortaleza[5][9]
  - Bolsa de Valores Pernambuco e Paraíba (BOVAPP) — escritório da B3 no Recife[9]
  - Bolsa de Valores do Extremo Sul (BVES) — escritório da B3 em Porto Alegre[9]
  - Bolsa de Valores do Paraná (BVPR) — escritório da B3 em Curitiba[9]
  - Bolsa de Valores de São Paulo (BOVESPA) — extinta após fusão que resultou na BM&FBOVESPA
  - Bolsa de Mercadorias e Futuros (BM&F) — extinta após fusão que resultou na BM&FBOVESPA
  - Bolsa de Valores, Mercadorias e Futuros de São Paulo (BM&FBOVESPA) — extinta após fusão que resultou na B3
  - Bolsa de Valores do Rio de Janeiro (BVRJ) — absorvida em 2002 pela BM&F[2][10][11] e inativa[12]
- Bolsa de Valores Minas - Espírito Santo - Brasília (BOVMESB)[2][9]
- Bolsa de Valores Bahia Sergipe Alagoas (BOVESBA)[2][9]
- Bolsa de Valores de Santos (BVST)[9]
- Bolsa Brasileira de Mercadorias (BBM)[2][8]
- Bolsa de Cereais e Mercadorias de Londrina (BCML)[2][8]
- Bolsa de Cereais e Mercadorias do Estado de Mato Grosso (BCMMT)[2][8]
- Bolsa de Cereais e Mercadorias do Centro-Oeste (BCMCO)[8]
- Bolsa de Cereais e Mercadorias de Maringá (BCMM)[2][8]
- Bolsa Mercantil do Recife (BMR)[8]
- Bolsa de Mercadoria de Brasília (BBSB)[2][8]
- Bolsa Internacional de Mercadorias de Uruguaiana (BIMU)[8]
- Bolsa de Hortifrutigranjeiros, Cereais e Produtos Agropecuários do Estado de Pernambuco (BHCP)[2][8]
- Bolsa de Mercadorias da Metade Sul (BMS)[8]
- Bolsa de Cereais de São Paulo (BCSP)[2][8]
- Bolsa de Mercadorias e Cereais de Sinop (BMCS)[13][8]
- Bolsa de Cereais e Mercadorias de Rondonópolis (BCMR)[8]
- Bolsa de Mercadorias de Campina Grande (BMCG)[8]
- Bolsa do Brasil Central (BBC)[8]
- Bolsa Nacional de Mercadorias (BNM)[8]
- Bolsa de Gêneros Alimentícios do Rio de Janeiro (BGA)[2]

Parte dessas bolsas estão agrupadas em instituições representativas do setor, como a Associação Nacional das Bolsas de Mercadorias e Cereais (ANBM) e a Comissão Nacional de Bolsas (CNB). Em termos de organização no âmbito internacional, a B3 é única membra brasileira da Federação Mundial de Bolsas e da Federação Ibero-Americana de Bolsas (FIAB).